# Dorfkirche Britz (Barnim)

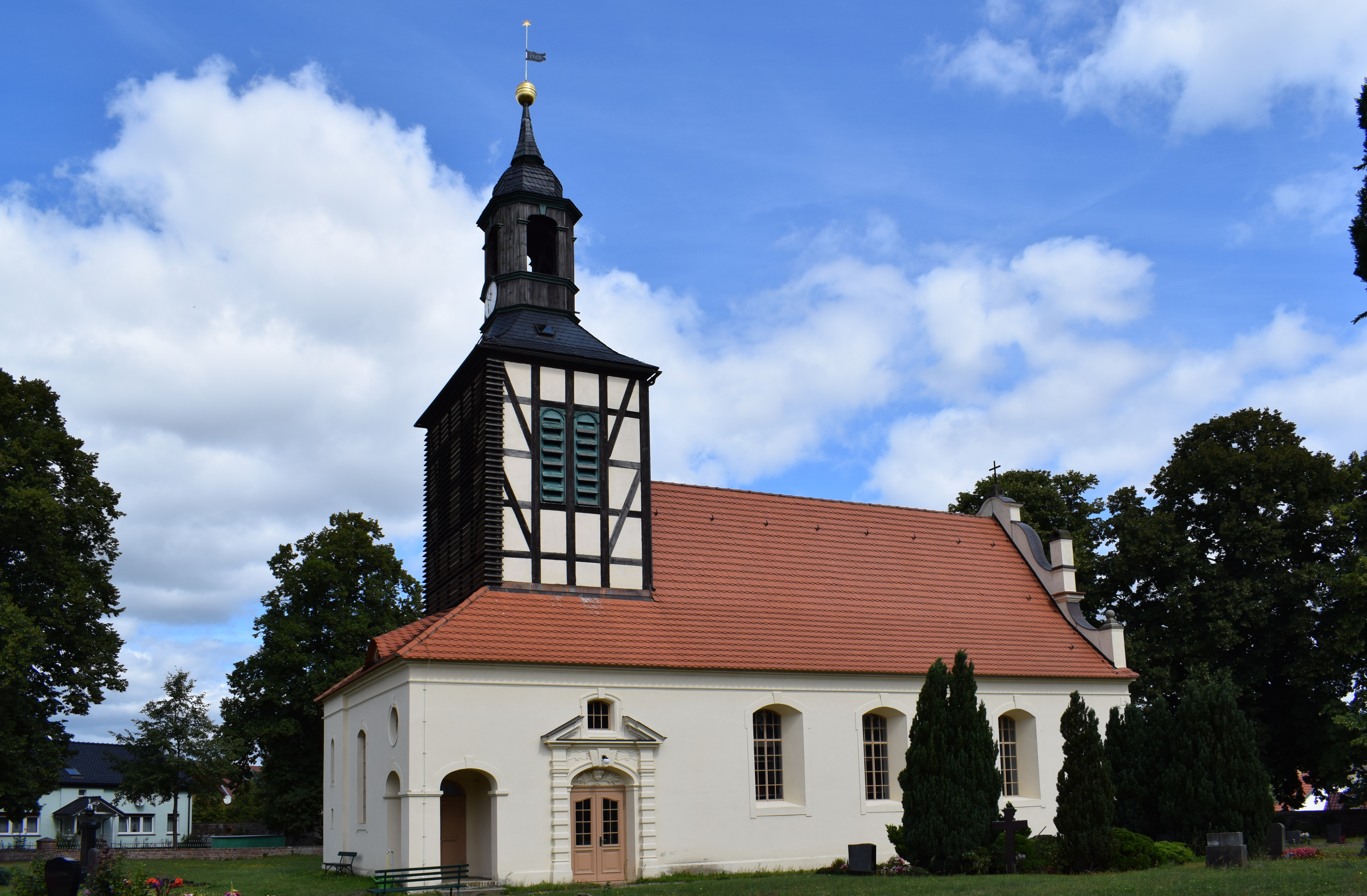
Dorfkirche (Britz bei Eberswalde)

Die evangelische, denkmalgeschützte Dorfkirche Britz (bei Eberswalde) steht in Britz, einer Gemeinde im Landkreis Barnim in Brandenburg. Die Kirchengemeinde gehört zum Pfarrsprengel Eberswalde im Kirchenkreis Barnim der Evangelischen Kirche Berlin-Brandenburg-schlesische Oberlausitz.

## Beschreibung
Der Saalkirche aus Feldsteinen aus dem 13. Jahrhundert wurde 1768 ein quadratischer Dachreiter aus Holzfachwerk aufgesetzt, auf dem eine hölzerne, oktogonale, offene Laterne sitzt, die mit einer Glockenhaube bedeckt ist. Der Dachreiter beherbergt hinter den Klangarkaden den Glockenstuhl. 1895/96 wurde das Langhaus neubarock umgebaut und verputzt. Die Fassade im Osten hat eine Eckrustizierung und einen Schweifgiebel, das Portal an der Südwand einen Sprenggiebel. Zur Kirchenausstattung gehört ein Kanzelaltar aus der zweiten Hälfte des 18. Jahrhunderts. Der Innenraum hat Emporen an drei Seiten.

## Orgel
Die seitenspielige Orgel mit sieben Registern auf einem Manual und Pedal wurde 1846 von Carl August Buchholz gebaut. Der Prospekt mit drei Rundbögen wurde von Karl Friedrich Schinkel entworfen. Die 1917 als Metallspende abgegebenen Prospektpfeifen wurden später in Zink ergänzt. 2017 wurde die Orgel von Orgelbau Alexander Schuke restauriert und dabei neue Prospektpfeifen aus Zinn eingebaut. Die Disposition lautet:
| I Manual C–f3 |              |       |
| 1.            | Principal    | 8′    |
| 2.            | Gedact       | 8′    |
| 3.            | Octava       | 4′    |
| 4.            | Rohrflöte    | 4′    |
| 5.            | Nasard       | 2 ⁄3′ |
| 6.            | Super-octava | 2′    |

| Pedal C–d1 |         |     |
| 7.         | Subbass | 16′ |

- Koppeln: I/P
- Nebenregister: Calcantenglocke, Evacuant
- Traktur: mechanische Schleifladen